# Мальтійська абетка
Мальтійська абетка заснована на латинській абетці з додаванням деяких літер з діакритичними знаками та диграфами. Вона використовується для написання мальтійської мови, яка розвинулась від одного з вимерлих діалектів сицилійської арабської мови внаслідок 800 років незалежного розвитку. Абетка містить 30 букв: 24 приголосних і 6 голосних (а, е, і, о, у, іе).
| Великі літери | А | Б | Ċ | Д | E | F | Ġ | G | Għ | H | Ħ | I | Ie | J | К | L | M | N | О | P | Q | R | S | Т | U | V | W | X | Ż | Z |
| Малі літери   | a | b | ċ | d | е | f | ġ | g | għ | h | ħ | i | ie | j | k | l | m | п | о | p | q | r | s | t | u | v | w | x | ż | z |

Існує два типи мальтійських приголосних:
- Konsonanti xemxin (сонячні літери): ċ d n r s t x ż z
- Konsonanti qamrin (місячні літери): b f ġ g għ h ħ j k l m p q v w

В алфавітній послідовності c тотожне або k (перед a, o, u або приголосним або як остання літера слова) або z (перед e або i). Буква y тотожна i.

## Старіші версії абетки

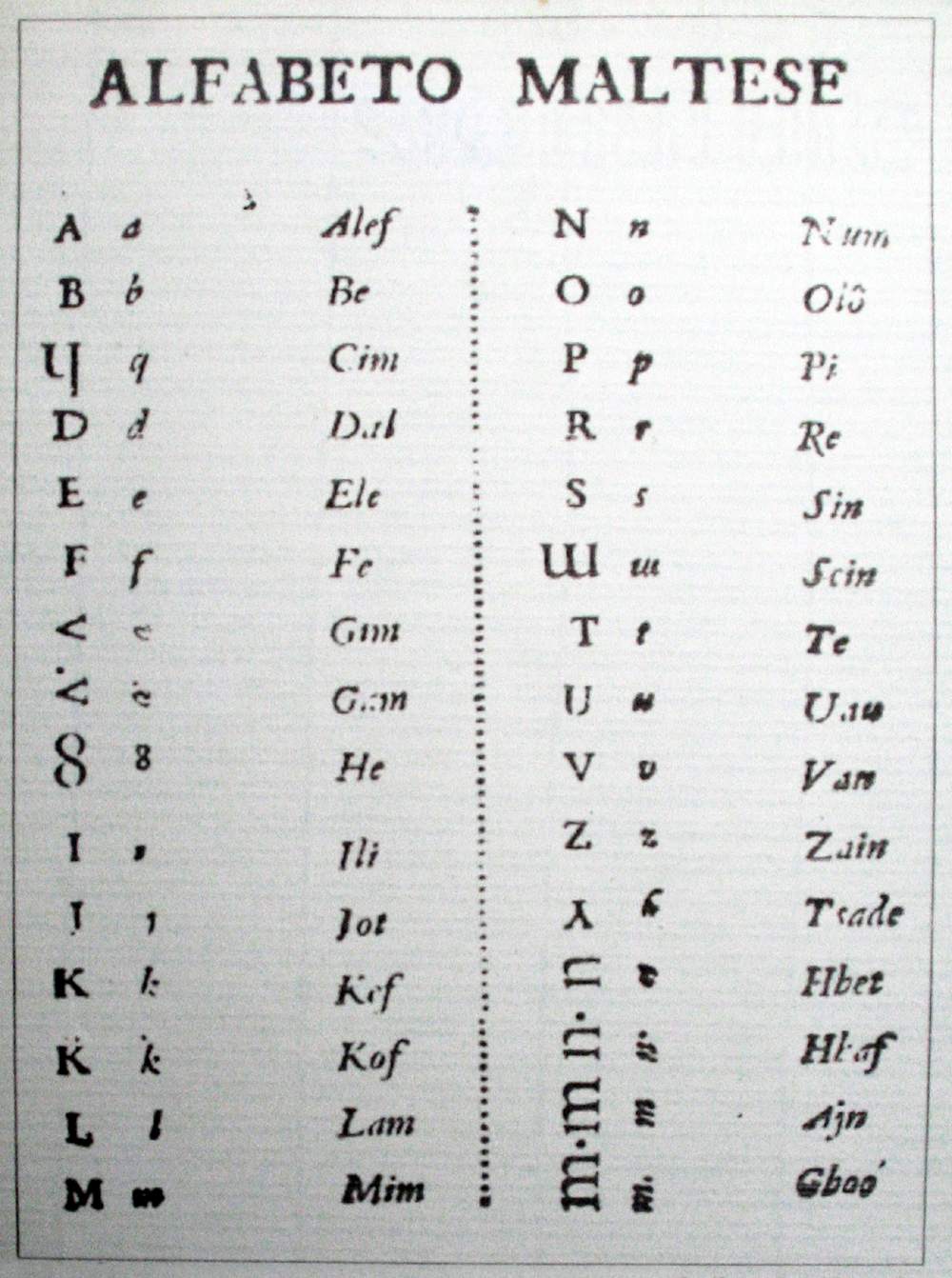
Абетка Вассаллі (1788)

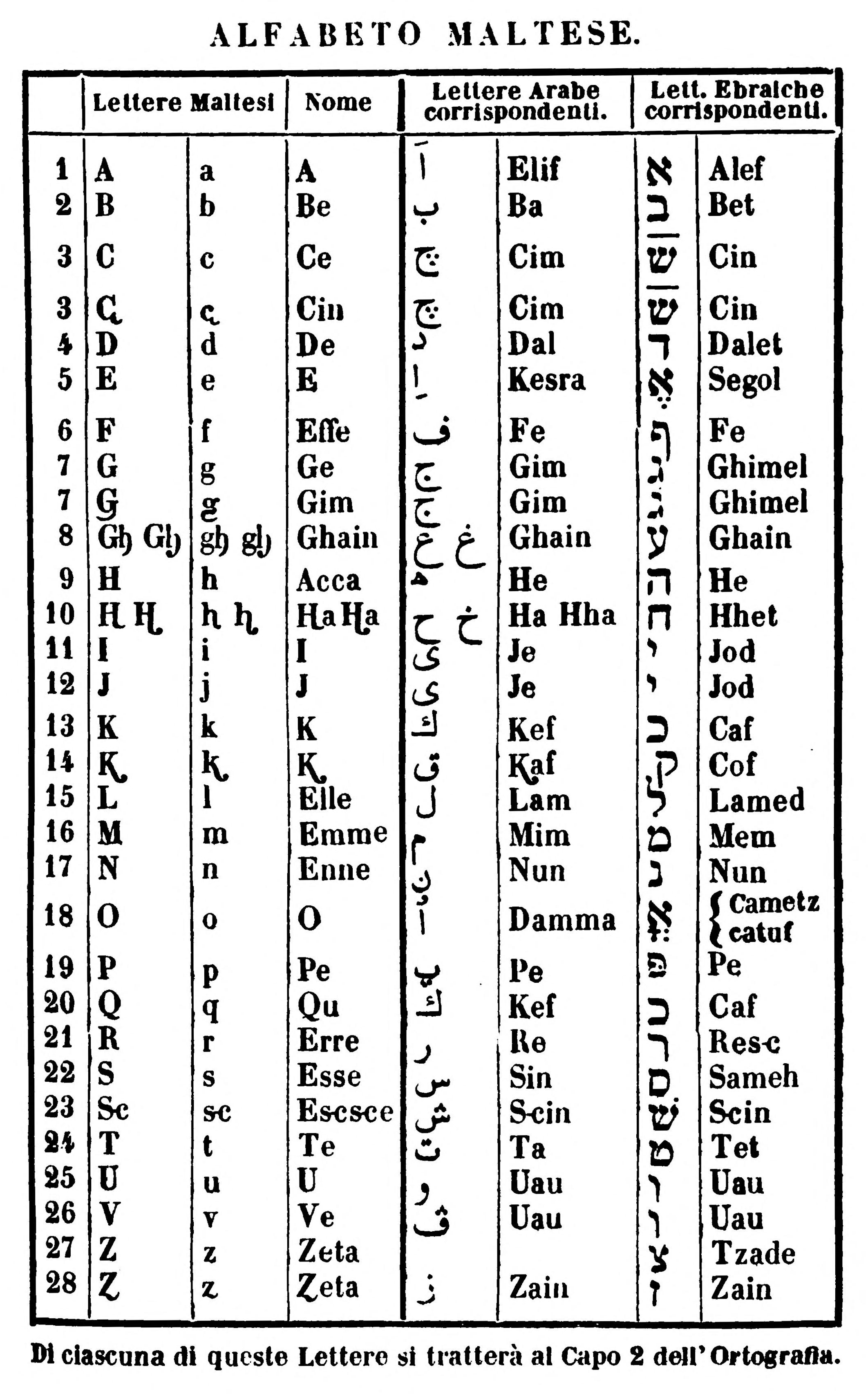
Абетка Панцавечіа (1845)

До стандартизації мальтійської абетки існувало кілька способів написання звуків, властивих мальтійській мові, а саме ⟨ċ⟩, ⟨ġ⟩, ⟨għ⟩, ⟨ħ⟩, ⟨w⟩, ⟨x⟩ та ⟨ż⟩.
/t͡ʃ/ раніше писався як ⟨c⟩ (перед ⟨e⟩ та ⟨i⟩, на італійський лад). Велла використовував ⟨ç⟩ як /t͡ʃ/. ⟨ç⟩ можна зустріти в книжках протягом 19 століття. Замість того, щоб використовувати c із седілою, ⟨ç⟩, Панцавечіа використовував c з огонеком ⟨c̨⟩. Коротка граматика мальтійської мови використовує ⟨ch⟩ для /t͡ʃ/ на англійський лад. Лише в 1866 році почали використовувати ⟨ċ⟩.
/d͡ʒ/ and /g/, які тепер пишуться відповідно через ⟨ġ⟩ та ⟨g⟩, раніше плутали. Коли вони були розрізнені, /g/ писався як ⟨gk⟩, ⟨g⟩, ⟨gh⟩ та (за Вассаллі) як дзеркальний арабсько-сирійський ґімель що нагадував бокову літеру V. V. З іншого боку, /d͡ʒ/ було більш поширеним, пишеться як ⟨g⟩ або ⟨j⟩ на англійський лад. Велла використовував ⟨g⟩ з дієрезисом, ⟨g̈⟩, але в 1843 році скоротив її до однієї крапки, започаткувавши сучасну ⟨ġ⟩.
До середини 19 століття два звуки, які зливалися в /ˤː/, були диференційовані. Вони по-різному представлялися як ⟨gh⟩, ⟨ġh⟩, ⟨gh´⟩, ⟨gh˙⟩ та з двома літерами, не представленими в Юнікоді (вони нагадували перевернуте U). Панцавечіа використав спеціально розроблений шрифт із фігурним ⟨gh⟩. У Короткій граматиці мальтійської мови використовується ⟨a⟩ з надрядковим арабським ʿайин (⟨ع⟩) для відображення /ˤː/. Саме ⟨għ⟩ вперше використано в Nuova guida alla conversazione italiana, inglese e maltese.
Буква ⟨ħ⟩ мала найбільше варіацій до того, як була стандартизована в 1866 році. Вона по-різному писалася як ⟨ch⟩ і як ⟨h⟩ з різними діакритичними знаками або фігурними модифікаціями. Деякі з цих символів використовувалися для [ħ], а деякі для [x]. Жодного з них немає в Юнікоді. ⟨ħ⟩ вперше використано в 1900 році, хоча велика ⟨Ħ⟩ використовувалася раніше (у 1845 році), де його відповідником у нижньому регістрі була h з крапкою.
/w/ писалась як ⟨w⟩, ⟨u⟩ чи як модифікована u (не внесена до Юнікоду).
Звуки /ʃ/, /ʒ/ (зараз позначаються як ⟨x⟩) традиційно записувалися як ⟨sc⟩ або ⟨x⟩. Вассаллі винайшов спеціальний символ, схожий на ⟨Ɯ⟩, але ширший, а Панцавечіа використав лігатуру ⟨sc⟩ для представлення цих звуків на італійський лад.
/t͡s/ та /d͡z/ (зараз ⟨z⟩) раніше плутались із /z/ (зараз ⟨ż⟩). Коли їх розділили, /t͡s/ and /d͡z/ писались як ⟨ts⟩, ⟨z⟩, ⟨ʒ⟩ і навіть ⟨ż⟩. З іншої сторони, /z/ писалось ⟨ż⟩, ⟨ds⟩, ⟨ts⟩, ⟨ʒ⟩ and ⟨z⟩.
До 1900 р. /k/ писалась як ⟨k⟩, а також ⟨c⟩, ⟨ch⟩ і ⟨q⟩ (у словах, що походять від італійської та латинської мов).
Робота Вассаллі 1796 року містила кілька нових літер для позначення звуків мальтійської мови, серед яких впровадження кількох спеціальних літер, а також використання кирилиці г, ч, ш та з. Його абетку викладено повністю з сучасними еквівалентами, де відомі: А, а = а
B, b = b
T, t = t
D, d = d
E, e = e
F, f = f
[ V, або сирійсько-арабський ґімель, відкритий праворуч] = g
[Ч], ɥ = ċ
H, h = h
ȣ
Ө, ө
Y, y = j
Г = ġ
З, з
U = ħ
I, i = i
J, j = j
K, k = k
[I з накладеною літерою c]
L, l = l
M, m = m
N, n = n
О, о = о
P, p = p
R, r = r
S, s = s
Ɯ, ɯ = x
V, v = v
U, u = u
W, w = w
Z, z = z
Ʒ, ʒ = ż
Æ, æ = е
П'ять голосних з наголосом також використовуються для позначення складу, який має бути наголошеним: Àà, Èè, Ìì, Òò і Ùù.